# Catherine (RTL)
Catherine was een dagelijks Nederlands televisieprogramma, gepresenteerd door Catherine Keyl. Het was een middagpraatprogramma waarin verschillende uiteenlopende onderwerpen met gasten en publiek werden besproken.
Het programma werd elke werkdag uitgezonden op RTL 4 om 16.10 uur, direct vooraf aan het middagmagazine De 5 Uur Show. Keyl presenteerde dit middagprogramma tot najaar 1995, afgewisseld met Viola Holt. Het praatprogramma is gebaseerd op populaire Amerikaanse talkshows en weet in Nederland een miljoen kijkers per uitzending te halen. In vijf jaar komen er ruim 1500 gasten. Inkomsten worden geworven door multinational Procter & Gamble, die de productiekosten betalen in ruil voor gratis reclametijd tijdens de reclameblokken. Het programma wordt in 2000 stopgezet wanneer zij meer reclametijd eisen bij IP, de toenmalige reclameafdeling van RTL Nederland.